# Ronnie Van Zant
Ronald Wayne "Ronnie" Van Zant (Jacksonville, 15 januari 1948 - Gillsburg, 20 oktober 1977) was een Amerikaans zanger en voorman van de southern rockband Lynyrd Skynyrd. Hij kwam op zijn 29e om bij een vliegtuigongeluk waarbij tevens twee andere bandleden het leven lieten.

## Biografie
Van Zant werd geboren in Jacksonville als zoon van Lacy Austin (1915-2004) en Marion Virginia Van Zant (1929-2000). Hij had twee broers, Donnie Van Zant en Johnny Van Zant, die later allebei ook zanger werden. Van Zant begon de band Lynyrd Skynyrd met vier vrienden, Allen Collins, Gary Rossington, Larry Junstrom en Bob Burns, vernoemd naar hun gymleraar Leonard Skinner, die de gewoonte had jongens met lang haar straf te geven. Later kwamen er nog meer bandleden bij onder wie Billy Powell en werd Junstrom vervangen door Ed King, die later weer vervangen werd door Leon Wilkeson en Steve Gaines.
Hun eerste album uit 1973, (pronounced 'lĕh-'nérd 'skin-'nérd) werd een groot succes, met hits zoals Free Bird, Tuesday's Gone, Simple Man en Gimme Three Steps. Een jaar later hadden ze opnieuw een superhit met Sweet Home Alabama.
Op 20 oktober 1977 stortte het tourvliegtuig van Lynyrd Skynyrd neer in Mississippi. Ronnie Van Zant, Stevie Gaines (gitarist) en diens zus Cassie Gaines (back-up zangeres) overleefden dit ongeluk niet. Ronnie's broer Johnny nam de rol als leadzanger over. Hedendaags bestaat Lynyrd Skynyrd nog steeds.
- Bibsys: 43645
- Biblioteca Nacional de España: XX1164291
- Gemeinsame Normdatei: 102524057X
- International Standard Name Identifier: 0000 0000 6004 9683
- Library of Congress Control Number: n2004065551
- MusicBrainz: 39787cc4-b614-485b-86f2-91c99ddf2f93
- Virtual International Authority File: 86916599
- WorldCat: E39PBJw8XfhCDdT6G8PRQdPvpP